# Синій лускар
Синій лускар (Cyanoloxia) — рід птахів родини кардиналових (Cardinalidae). Поширені на території Південної та Центральної Америки.

## Види
Включає чотири види:
- Лускар синій (Cyanoloxia glaucocaerulea)
- Лускар ультрамариновий (Cyanoloxia brissonii)
- Лускар бірюзовий (Cyanoloxia rothschildii)
- Лускар сизий (Cyanoloxia cyanoides)